# ¿Por qué dejaron a Nacho?
¿Por qué dejaron a Nacho, si era tan bueno el muchacho? es una película colombiana de 2012, dirigida y escrita por Fernando Ayllón en su debut como director de largometrajes. Estrenada el 14 de septiembre de 2012, la película fue protagonizada por Francisco Bolívar, Lina Castrillón, Edmundo Troya, José Manuel Ospina y José Ordoñez.

## Sinopsis
La película relata la historia de Nacho, un joven buena gente que justo el día en que le pide matrimonio a su novia y gran amor descubre que ella le es infiel. Decidido a recuperarla a toda costa, Nacho se mete en una cantidad de líos en los que involucrará a sus inseparables amigos.

## Reparto
- Francisco Bolívar es Nacho.
- Lina Castrillón es Sofía.
- Edmundo Troya es el doctor.
- José Manuel Ospina es Guify.
- José Ordoñez es Alfonso.
- Lina Tejeiro es Linda.[3]